# Col de Parménie
Der Col de Parménie ist ein 571 Meter hoher französischer Gebirgspass in der Region Auvergne-Rhône-Alpes im Département Isère, der über das Plateau de Chambaran führt und über die D73E die Gemeinden Izeaux im Westen mit Tullins im Osten verbindet.

## Streckenführung
Die Ostauffahrt führt zunächst durch das Zentrum von Izeaux, wo die enge Straße mit rund 6 % ansteigt. Nachdem die Ortschaft verlassen wurde, nimmt die Steigung ab und führt auf einer breiteren Straße mit etwa 3 % über die nächsten zwei Kilometer. Kurz vor dem höchsten Punkt folgt ein Kilometer bei einem Schnitt von rund 5 %, ehe die letzten Meter nahezu flach auf die Passhöhe führen. Insgesamt verläuft die gerade Straße über eine Länge von 4,9 Kilometern mit einer Durchschnittssteigung von 3,6 %.
Die Westauffahrt von Tullins ist um einiges anspruchsvoller, da im unteren Teil des Anstiegs Steigungsprozente von über 10 % erreicht werden. Zwar flacht die Straße mit zunehmender Distanz weiter ab, doch die durchschnittliche Steigung der einzelnen Kilometer fällt nie unter 5 %. Im Gegensatz zur Ostauffahrt beinhaltet die Westauffahrt eine Reihe von Kurvenkombinationen sowie drei Kehren. Zudem ist die Westseite des Anstiegs bewaldet. Insgesamt weist der Anstieg auf seiner Länge von 5,1 Kilometern eine durchschnittliche Steigung von 6,9 % auf.

## Radsport
Der Col de Parménie (früher Côte de la Parménie und Côte de Notre-Dame) stand bereits fünfmal im Programm der Tour de France. Die erste Überquerung erfolgte im Jahr 1981 auf der 20. Etappe, die von Veurey-Voroize nach Saint-Priest führte. Mit Bernard Thévenet passierte damals ein Franzose als erster den Pass, der mit einer Bergwertung der 3. Kategorie klassifiziert war. 1986 kehrte die Frankreich-Rundfahrt zu dem Anstieg zurück und nutzte erneut die Ostauffahrt, die diesmal jedoch mit einer Bergwertung der 2. Kategorie versehen war. 1997 erfolgte die einzige Auffahrt über die Westseite, die jedoch nicht als Bergwertung genutzt wurde. Nachdem der Anstieg 1999 und 2008 erneut im Programm der Tour de France aufschien, wurde er zuletzt im Jahr 2022 auf der 13. Etappe befahren.
| Jahr | Etappe     | Bergwertung  | Auffahrt | Fahrer           |
| ---- | ---------- | ------------ | -------- | ---------------- |
| 1981 | 20. Etappe | 3. Kategorie | Ost      | Bernard Thévenet |
| 1986 | 19. Etappe | 2. Kategorie | Ost      | Julián Gorospe   |
| 1997 | 13. Etappe | -            | West     | unbekannt        |
| 1999 | 11. Etappe | 2. Kategorie | Ost      | Rik Verbrugghe   |
| 2008 | 18. Etappe | 3. Kategorie | Ost      | Carlos Barredo   |
| 2022 | 13. Etappe | 2. Kategorie | Ost      | Mads Pedersen    |

## Sehenswürdigkeiten
Auf der Passhöhe zweigt eine Nebenstraße ab, die zur Kirche, Chartreuse de Parmeni führt. Diese befindet sich auf einer Lichtung von der aus man einen guten Ausblick auf den Gebirgsstock des Vercors hat.